# Max Rudigier
Max Adrian Rudigier (* 18. září 1993) je rakouský reprezentant ve sportovním lezení, mistr Rakouska a juniorský vicemistr světa v lezení na obtížnost.

## Výkony a ocenění
- 2008: juniorský vicemistr světa
- 2009: juniorský vicemistr světa
- 2010: mistr Rakouska
- 2011: vítěz Evropského poháru juniorů ve dvou disciplínách
- 2015: vicemistr Rakouska
- 2016: nominace na prestižní mezinárodní závody Rock Master v italském Arcu kde získal bronz v duelu
- 2017: nominace na prestižní mezinárodní závody Rock Master, jedenácté místo v celkovém hodnocení světového poháru a vicemistr Rakouska

### Závodní výsledky
| Arco Rock Master | Arco Rock Master | Arco Rock Master |
| Rok              | 2016             | 2017             |
| ---------------- | ---------------- | ---------------- |
| Duel             | 3                | 10               |

| Mistrovství světa | Mistrovství světa | Mistrovství světa | Mistrovství světa | Mistrovství světa | Mistrovství světa |
| Rok               | 2011              | 2012              | 2014              | 2016              | 2018              |
| ----------------- | ----------------- | ----------------- | ----------------- | ----------------- | ----------------- |
| Obtížnost         | 35-36             | 37-40             | 34                | 26-27             | 11-12             |
| Rychlost          | 44                | —                 | —                 | —                 | —                 |
| Bouldering        | 59-64             | —                 | —                 | —                 | —                 |

| Světový pohár | Světový pohár | Světový pohár | Světový pohár | Světový pohár     | Světový pohár | Světový pohár | Světový pohár       | Světový pohár           | Světový pohár             | Světový pohár    |
| Rok           | 2009          | 2010          | 2011          | 2012              | 2013          | 2014          | 2015                | 2016                    | 2017                      | 2018             |
| ------------- | ------------- | ------------- | ------------- | ----------------- | ------------- | ------------- | ------------------- | ----------------------- | ------------------------- | ---------------- |
| Obtížnost     | 33            | 25            | 28            | 47                | 0             | x             | 15                  | 18                      | 11                        | 14               |
| jednotlivě*   | ,42, 21,19,   | ,48, 11,26,   | ,31, 18,9,    | ,44,21,27, 27,36, | ,51,31,       | ,21,32,       | ,17,15,8, 15,15,50, | ,12,17,10,16, 36,57,31, | ,33,18,18,7, · ,12,27,28, | ,,21,19, 15,76,5 |
|               |               |               |               |                   |               |               |                     |                         |                           |                  |
| Rychlost      | —             | —             | —             | —                 | —             | —             | —                   | 0                       | —                         |                  |
| jednotlivě*   | —             | —             | —             | —                 | —             | —             | —                   | ,32,                    | —                         |                  |
|               |               |               |               |                   |               |               |                     |                         |                           |                  |
| Bouldering    | —             | 41-42         | 74-75         | —                 | 0             | 0             | —                   | 0                       | 0                         | —                |
| jednotlivě*   | —             | ,20,19,       | ,37,23,       | —                 | ,61,47,47,    | ,33,45,       | —                   | ,44,                    | ,47,73,79,                | —                |
|               |               |               |               |                   |               |               |                     |                         |                           |                  |
| Kombinace     | —             | 13            | 12            | —                 | 0             | 0             | —                   | 0                       | 33-34                     | —                |

* poznámka: nalevo jsou poslední závody v roce; v roce 2017 se kombinace hodnotila i za jednu disciplínu
| Mistrovství Evropy | Mistrovství Evropy | Mistrovství Evropy | Mistrovství Evropy |
| Rok                | 2010               | 2015               | 2017               |
| ------------------ | ------------------ | ------------------ | ------------------ |
| Obtížnost          | 14                 | 27                 | 17                 |
| Rychlost           | 32-32              | —                  | —                  |
| Bouldering         | 33                 | —                  | 47-49              |

| Mistrovství Rakouska | Mistrovství Rakouska | Mistrovství Rakouska | Mistrovství Rakouska | Mistrovství Rakouska | Mistrovství Rakouska | Mistrovství Rakouska | Mistrovství Rakouska |
| Rok                  | 2008                 | 2009                 | 2010                 | 2011                 | 2015                 | 2016                 | 2017                 |
| -------------------- | -------------------- | -------------------- | -------------------- | -------------------- | -------------------- | -------------------- | -------------------- |
| Obtížnost            |                      |                      | 1                    |                      | 2                    | 2                    | 2                    |
| Rrychlost            | 3                    | 3                    | 2                    |                      |                      |                      |                      |
| Bouldering           |                      |                      |                      | 3                    |                      | 3                    |                      |

| Akademické mistrovství světa | Akademické mistrovství světa |
| Rok                          | 2016                         |
| ---------------------------- | ---------------------------- |
| Obtížnost                    | 5-6                          |

| Mistrovství světa juniorů | Mistrovství světa juniorů | Mistrovství světa juniorů | Mistrovství světa juniorů | Mistrovství světa juniorů | Mistrovství světa juniorů |
| Rok                       | 2007 kat. B               | 2008 kat. B               | 2009 kat. A               | 2011 junioři              | 2012 junioři              |
| ------------------------- | ------------------------- | ------------------------- | ------------------------- | ------------------------- | ------------------------- |
| Obtížnost                 | 3                         | 2                         | 2                         | 5                         | 4                         |

| Evropský pohár juniorů | Evropský pohár juniorů | Evropský pohár juniorů | Evropský pohár juniorů |
| Rok                    | 2007 kat. B            | 2008 kat. B            | 2011 junioři           |
| ---------------------- | ---------------------- | ---------------------- | ---------------------- |
| Obtížnost              | 2                      | 2                      | 1                      |
| jednotlivě*            |                        |                        | 7,,4,                  |
| Bouldering             |                        |                        | 1                      |
| jednotlivě*            |                        |                        | ,                      |

* poznámka: nalevo jsou poslední závody v roce; v roce 2017 se kombinace hodnotila i za jednu disciplínu